# 116-та танкова дивізія (Третій Рейх)
116-та танкова дивізія (Третій Рейх) (нім. 116. Panzer-Division) — танкова дивізія Вермахту, що існувала у складі Сухопутних військ Німеччини в роки Другої світової війни.

## Історія
116-та танкова дивізія (Третій Рейх) сформована у березні 1944 на території Вестфалії та Рейнланду за рахунок частин та підрозділів 179-ї резервної танкової дивізії та розгромленої на Східному фронті 16-ї панцергренадерської дивізії.

## Райони бойових дій
- Франція (березень — серпень 1944);
- Західна Німеччина (серпень — грудень 1944);
- Ардени (грудень 1944 — січень 1945);
- Західна Німеччина (січень — квітень 1945).

## Командування

### Командири
- оберст Гюнтер фон Мантойффель (нім. Günther von Manteuffel) (28 березня — 30 квітня 1944), ТВО;
- генерал-лейтенант Герхард фон Шверін (нім. Gerhard Graf von Schwerin) (1 травня — 7 серпня 1944);
- оберст Вальтер Райнгард (нім. Walter Reinhard) (7 — 11 серпня 1944), ТВО;
- оберст Гергард Мюллер (нім. Gerhard Müller) (11 — 23 серпня 1944);
- генерал-лейтенант Герхард фон Шверін (24 серпня — 14 вересня 1944);
- оберст Генріх Фойгтсбергер (нім. Heinrich Voigtsberger) (15 — 19 вересня 1944), ТВО;
- генерал-майор Зігфрід фон Вальденбург (нім. Siegfried von Waldenburg) (19 вересня 1944 — квітень 1945).

## Нагороджені дивізії
Нагороджені дивізії
|  | Кавалери Нагрудного знаку ближнього бою в золоті                                                         | 2  |
|  | Кавалери Золотого Німецького Хреста                                                                      | 28 |
|  | Кавалери Срібного Німецького Хреста                                                                      | 2  |
|  | Кавалери Лицарського хреста Залізного хреста                                                             | 21 |
|  | Кавалери Почесної Відзнаки Сухопутних військ «Почесна пряжка на орденську стрічку для Сухопутних військ» | 7  |

- Нагороджені Сертифікатом Пошани Головнокомандувача Сухопутних військ (1)